# Pallanuoto ai campionati mondiali di nuoto 2019
I tornei di pallanuoto dei campionati mondiali di nuoto 2019 si sono svolti dal 14 al 27 luglio 2019.
Il torneo maschile, giunto alla XVIII edizione, è partito il 15 luglio e si è concluso il 27, mentre la XIII edizione di quello femminile si è disputato dal 14 al 26 luglio.
Le squadre partecipanti sono 16 per ciascuno dei due tornei.

## Calendario
| ▪ | Turno preliminare | ▪ | Ottavi | ▪ | Quarti | ▪ | Semifinali | ▪ | Finali |

| Torneo    | Luglio 2019 | Luglio 2019 | Luglio 2019 | Luglio 2019 | Luglio 2019 | Luglio 2019 | Luglio 2019 | Luglio 2019 | Luglio 2019 | Luglio 2019 | Luglio 2019 | Luglio 2019 | Luglio 2019 | Luglio 2019 |
| Torneo    | 14          | 15          | 16          | 17          | 18          | 19          | 20          | 21          | 22          | 23          | 24          | 25          | 26          | 27          |
| --------- | ----------- | ----------- | ----------- | ----------- | ----------- | ----------- | ----------- | ----------- | ----------- | ----------- | ----------- | ----------- | ----------- | ----------- |
| Maschile  |             | ▪           |             | ▪           |             | ▪           |             | ▪           |             | ▪           |             | ▪           |             | ▪           |
| Femminile | ▪           |             | ▪           |             | ▪           |             | ▪           |             | ▪           |             | ▪           |             | ▪           |             |

## Podi

### Uomini
| Evento                         | Oro    | Argento | Bronzo  |
| Pallanuoto maschile (dettagli) | Italia | Spagna  | Croazia |

### Donne
| Evento                          | Oro         | Argento | Bronzo    |
| Pallanuoto femminile (dettagli) | Stati Uniti | Spagna  | Australia |